# Крокодиловая ферма

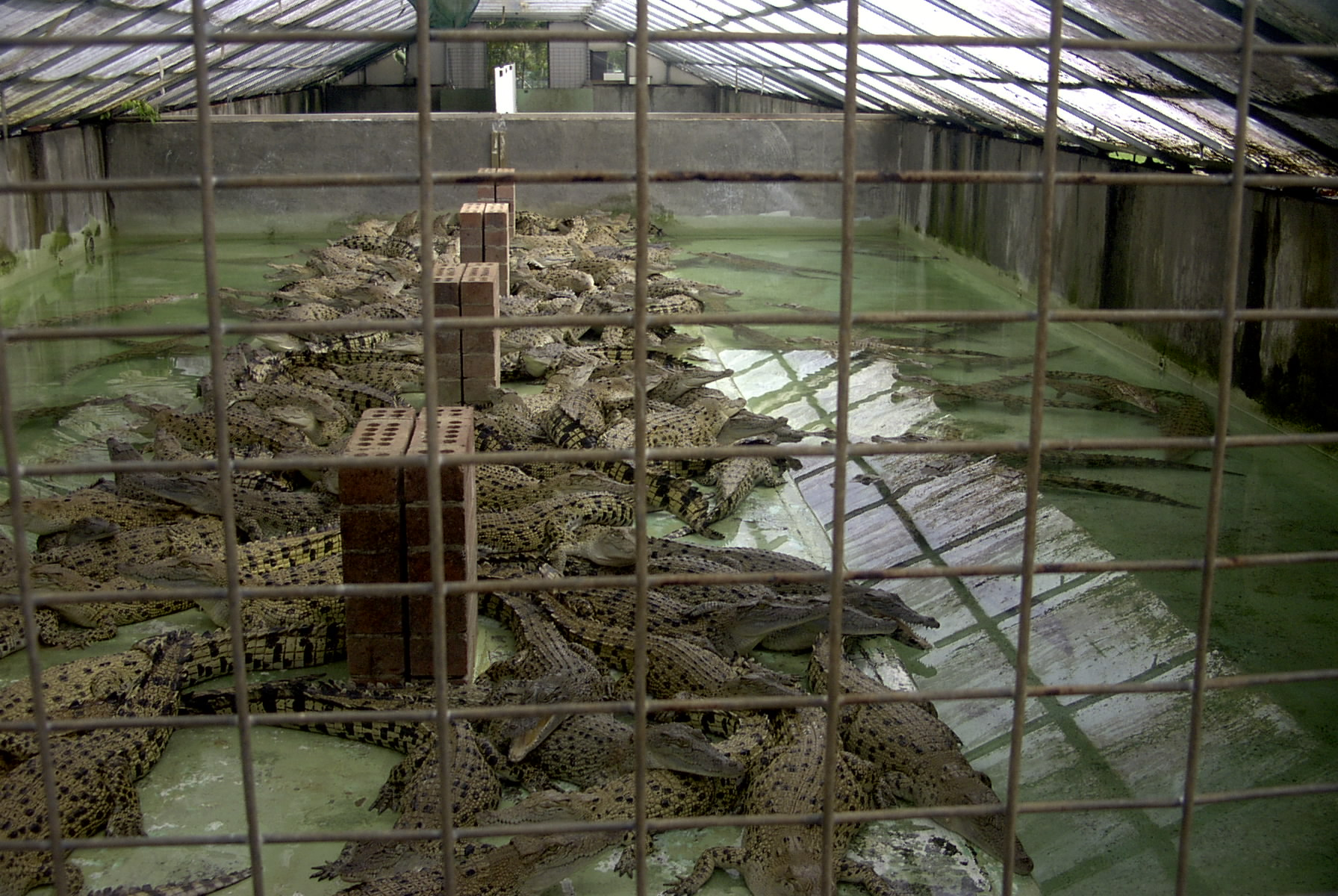

Крокодиловая ферма — место для содержания и разведения животных отряда крокодилы с целью получения от них мяса (которое является важным ингредиентом каджунской кухни), кожи и других товаров.
Первые крокодиловые фермы, иногда называемые ранчо, появились ещё в конце XIX века, однако были в большей степени туристическими достопримечательностями, нежели настоящими фермами: одним из характерных примеров такого рода учреждения был Парк аллигаторов в Сент-Огастине, Флорида, основанный в 1893 году. Подлинно коммерческие фермы, равно как и крупные питомники, направленные на сохранение аллигаторов, в дикой природе к тому времени в значительной степени истреблённых, появились только в 1960-е годы.
После того как миссисипский аллигатор в 1967 году стал в США охраняемым государством видом, крокодиловые фермы стали единственным легальным поставщиком крокодиловой кожи. Первые крупные коммерческие крокодиловые фермы возникли в это время на юге США, в первую очередь во Флориде и Луизиане, однако вскоре эта практика распространилась и на другие страны, в том числе на Австралию и Египет, где разводятся соответственно гребнистый крокодил и нильский крокодил. Фермы по разведению крокодиловых кайманов встречаются в некоторых странах Южной Америки.
Аллигаторы не одомашнены, но разводятся в сельскохозяйственных целях из-за спроса на шкуры. Во Вьетнаме кожу снимают с ещё живых животных, которые продолжают страдать ещё несколько часов после этого, что вызвало возмущение среди общественности, президент PETA сделала заявление, в котором призвала модные бренды не производить аксессуары из крокодиловой кожи, закупленной во Вьетнаме. а покупателей — не приобретать эти изделия, полагая, что снижение спроса вызовет изменения в лучшую сторону.
Разведение крокодилов на фермах и ранчо — бизнес, который может не принести прибыли, поскольку нужно устроить ферму там, где есть постоянный источник электричества, воды и дешёвой свежей пищи для животных, кроме того, экспортный рынок крокодилового мяса и кожи очень изменчив. Существует открытый цикл выращивания, в котором собирают яйца или молодняк, часть из которых возвращают в природу, чтобы обеспечить выживаемость вида, а часть оставляют на ферме. В открытом цикле важно сохранение жизнеспособности популяции, существуют программы финансирования открытых циклов с целью изучения и сбережения экосистем. Чаще используется замкнутый цикл, в котором крокодилов выращивают в неволе.

## Крокодиловые фермы в России
В России крокодиловые фермы существуют сравнительно недолго, их развитие началось в 90-е годы XX века. Ввиду отличия российского климата в сторону более холодного, чем в регионах естественного обитания крокодилов, их устройство значительно отличается от тех ферм, что расположены в более жарких регионах. В вольерах под открытым небом, как правило, содержат молодняк, однако на холодное время года всех крокодилов переводят в закрытые помещения.
Вольеры на крокодиловой фабрике должны соответствовать всем требованиям CITES, что означает поддержание необходимых для комфортной жизни животного температуры, влажности, разграничения зон с водой и сушей, а также возможность как находиться под воздействием ультрафиолета (естественные солнечные лучи либо искусственные светильники), так и уйти от него в тень.
В России крупные крокодиловые фермы существуют в Анапе.